# Saltia edwardsi
Saltia edwardsi är en fjärilsart som beskrevs av Willie Horace Thomas Tams 1952. Saltia edwardsi ingår i släktet Saltia och familjen nattflyn. Inga underarter finns listade.